# Камбоджа на Паралимпийских играх
Камбоджа на Паралимпийских играх впервые приняла участие в 2000 году на летних Играх в Сиднее, и с тех пор принимает участие на всех летних Играх. На зимних Играх Камбоджа участия пока не принимала. Медалей на Играх спортсмены Камбоджи пока не завоевали.